# دبیرستان مور (اکلاهما)
دبیرستان مور (انگلیسی: Moore High School)
دبرستان مور یک مجتمع چهار ساله دیبرستان، واقع در مور، اوکلاهما در حومه جنوب شهر اوکلاهما است. این مدرسه چندین دوره آموزشی شامل سیاست، هنر استودیو، ادبیات و روانشناسی ارائه می‌دهد.